# Platymantis pelewensis
Platymantis pelewensis és una espècie de granota que viu a Palau.